# Cerus ladius
Cerus ladius är en insektsart som beskrevs av Pieter D. Theron 1984. Cerus ladius ingår i släktet Cerus och familjen dvärgstritar. Inga underarter finns listade i Catalogue of Life.